# Der Berg (Nikolai Leskow)

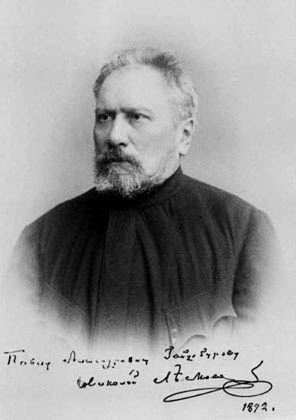
Nikolai Leskow im Jahr 1872

Der Berg (russisch Гора, Gora) ist eine Erzählung des russischen Schriftstellers Nikolai Leskow, die 1890 in den Heften 1 bis 12  der Sankt Petersburger Wochenzeitschrift Schiwopisnoje obosrenije (etwa: Pittoreske Umschau) unter dem Titel Zenon der Goldschmied mit Illustrationen von Repin und Serge de Solomko erschien. Der Autor hatte den Stoff zu dieser altchristlichen Legende aus dem Prolog, der slawischen Version eines Synaxarions für die Stadt Konstantinopel, entnommen.

## Entstehung
Leskow wollte den Text 1888 in der Moskauer Zeitschrift Russkaja Mysl publizieren. Das scheiterte an der russischen Zensur, denn in dem alexandrinischen Patriarchen wollten manche den 1867 verstorbenen Moskauer Metropoliten Drosdow erkennen. Schließlich fand sich der Redakteur Alexander Scheller nach ein paar Änderungen zur Veröffentlichung der Geschichte in der oben genannten Wochenzeitschrift bereit. Die Zensur hatte genehmigt.

## Inhalt
Ägypten unter römischer Herrschaft nach Christi Kreuzigung während der Christenverfolgung, also vor 313 n. Chr.: Der 31-jährige Junggeselle Zenon aus Milet hatte sich in Alexandrien als Goldschmied niedergelassen. Dieser Künstler, Sohn einer Griechin und eines Galliers, arbeitete in seinem Atelier am Nilufer auch als Modelleur, Bildhauer, Gießer und Architekt. Die christliche Gemeinde in Alexandrien sah den heimlichen Christen Zenon nicht als einen der Ihren an.
Zenon hatte so vielen reichen Alexandrinerinnen die Herstellung goldener Geschmeide zugesagt, dass er den Auftrag der schönen jungen Witwe Nephoris, überbracht durch einen ihrer Bediensteten, ablehnen musste. Also ging die Thrakerin , die als Kind nach Antiochien verschleppt worden und dort mit einem alten reichen Lüstling verehelicht worden war, selbst hin. Nach Alexandrien war Nephoris gegangen, weil dort eine Witwe geachteter war als bei den Hellenen.
Nephoris, die noch nie geliebt hatte, verliebt sich über beide Ohren in den schönen Goldschmied. Zenon tritt dem Ansturm der Frau zunächst mit dem Argument der Vernunft entgegen. Auch er entbrennt darauf in Liebe zu der Frau und reagiert im Affekt: Um die betörende Schönheit so dicht vor ihm nicht mehr sehen zu müssen, sticht er sich ein Auge aus. Nephoris wird von wildem Grauen gepackt. Ihr gelingt mit Mühe und Not die Flucht in ihre Wohnung.
Ein Jahr später kann der einäugige Zenon wieder in seinem Beruf arbeiten. Als das erwartete überlebensnotwendige Nilhochwasser ausbleibt, stellt Paeoch aus Memphis, ein Nachfahre ägyptischer Priester, der auf der Halbinsel Pharos in einer Höhle haust, die in Alexandrien lebenden Christen als Schuldige für das ausbleibende Naturereignis hin. Zudem will sich Nephoris an Zenon für die verschmähte Liebe rächen. Paeoch, angestachelt durch diese Frau, nimmt Jesus Christus, den Gottessohn der Christen, beim Wort. Dieser hatte zu Lebzeiten gesagt, der Glaube könne Berge versetzen. Die Christen werden in Alexandrien zusammengetrieben. Am Berg Ader sollen sie zu ihrem Gott beten, auf dass er den Berg in den nahegelegenen kanopischen Nilarm  als Staudamm versetze und der Fluss von Philae bis dorthin über die Ufer träte.
Der christliche Patriarch von Alexandrien und alle wohlhabenden Christen der Stadt sind rechtzeitig geflohen. Geblieben sind nur der Bischof, Zenon und die Armen. Dem Bischof, einem alten Mann, fehlt der Elan, die verbliebenen Christen zum Gebet am Berg Ader anzuführen. Können die Christen kraft ihres Gebets den Berg nicht versetzen, dann werden sie entweder im Nil ertränkt oder in die Granitsteinbrüche nach Assuan geschickt. Nephoris meint, nur Zenon könne die Christen zum Gebet anführen. Davon kann sie den Bischof allerdings nicht überzeugen. Nephoris handelt ohne die Hilfe des willensschwachen Bischofs. Sie dringt zu den gefangenen Christen vor, indem sie sich vor den Wachen als Christin ausgibt und überzeugt die Gefangenen: Zenon soll deren Anführer sein.
Zenon folgt dem Ruf der Glaubensgenossen. Als er zum Statthalter gehen möchte – er will mit ihm verhandeln –, verlangen die Wachen einen Bürgen. Nephoris, die Zenon immer noch liebt, schwenkt um und stellt sich als Bürge.
Am Berg Ader wird alles gut. Ein Gewitter geht hernieder. Die Regenflut spült den Berg in den Nil. Der Fluss führt Hochwasser.
Die Ägypter erschlagen Paeoch. Zenon und Nephoris heiraten.

## Deutschsprachige Ausgaben
Verwendete Ausgabe:
- Der Berg. Eine ägyptische Erzählung. Nach alten Überlieferungen. Aus dem Russischen von Wilhelm Plackmeyer. S. 477–579 in Eberhard Reißner (Hrsg.): Nikolai Leskow: Gesammelte Werke in Einzelbänden. Der Gaukler Pamphalon. 616 Seiten. Rütten & Loening, Berlin 1971 (1. Aufl.)